# وراتینین
وراتینین (به چکی: Vratěnín) یک منطقهٔ مسکونی در جمهوری چک است که در شهرستان زنویمو واقع شده‌است.
 وراتینین ۱۴٫۷۲ کیلومتر مربع مساحت و ۲۹۴ نفر جمعیت دارد و ۴۶۸ متر بالاتر از سطح دریا واقع شده‌است.